# Rehatsek Ede
Rehatsek Ede [Eduard], névváltozat: Edward Rehatsek (Újlak, 1819. július 3. – Bombay, 1891. december 11.) mérnök, matematikus, orientalista. Tanulmányait Pécsett, majd a pesti Mérnöki Intézetben 1841-ben végezte. Előbb Franciaországba, majd Amerikába ment, végül Indiában, Bombayban telepedett le, ahol a Wilson-College matematikatanára lett. Később ugyanitt az egyetem rendes tanára. Főleg orientalisztikai tárgyú munkákat írt német és angol nyelvű újságokba, szakfolyóiratokba.

## Élete és pályája
Rehatsek Ede 1819-ben született Ilokon, a Duna horvát oldalán, nem messze Újvidéktől. 1842-ben szerzett mérnöki diplomát, majd ezt követően kivándorolt az Egyesült Államokba. Öt évet töltött New Orleansban, majd 1847-ben Liverpoolon és Fokföldön át elhajózott Bombaybe. Élete végéig, negyvenöt éven át Bombayban is maradt, ahol Brit India kormánya kezdetben mérnökként foglalkoztatta, nem sokkal később pedig egyetemi tanár lett.
A magyar anyanyelvű Rehatsek már kivándorlása előtt kitűnően beszélt horvátul, latinul és németül. New Orleansban megtanult angolul és franciául, Bombayben pedig elsajátította az arab, a hindu, a máráthi, az ógörög, a perzsa és a szanszkrit nyelvet.
Rehatsek ugyan latint és matematikát tanított a bombayi egyetemen, de emellett történelmi kutatásairól több mint negyven évig heti cikkekben számolt be a Bombay Timesban és angol folyóiratokban. Leginkább a perzsa és az arab történelem olyan kevésbé ismert időszakának eseményei érdekelték, mint például az Újperzsa Birodalom alapítása és I. Sápúr uralkodása, Alexandria arab bevételét, vagy az arabok győzelme a kínaiak felett a 751-es tálászi csatában.
Legjelentősebb irodalmi munkájaként Száádi Gulisztánjának angolra fordítását tartják. (A Gulisztán, az Ezeregyéjszaka után  a leghíresebb közel-keleti mű.)
Élete végéig igen szerény körülmények között lakott Khetwadyban, Bombay szegénynegyedében. F. F. Arbuthnotnak, a róla szóló megemlékezés későbbi szerzőjének, a Royal Asiatic Society tagjának egy ízben azt a kijelentést tette, hogy „szolgaszemélyzet nélkül élni a béke, a kényelem és a nyugalom örök forrása”. Majd hozzátette: „Schopenhauernek igaza volt, mikor azt állította: vezérelvem, hogy fájdalom és unalom nélkül éljek.”
Egyetemi munkája és kutatásai mellett Rehatsek szegény indiai fiatalokat is taníttatott saját költségén. Néhány hindu és portugál tudós mellett olykor angol felfedezők és orientalisták meglátogatták otthonában, hogy tanácsát kérjék a perzsa nyelvtant, az afgán geográfiát vagy az arab, Mohamed előtti irodalmat illetően. Gyakori vendége volt Sir Richard Burton, az Ezeregyéjszaka fordítója is.
Rehatsek Ede 1891-ben, 72 éves korában halt meg. Mivel egész életében szerény körülmények között élt, jelentős összeget takarított meg. Hatalmas könyvtárát a szegény sorsú hindu fiúk tanulmányainak céljára hagyta, a megtakarított harmincezer rúpia kezelését pedig a tudós bizottságra bízta, hogy ebből az általa addig támogatott szegény fiúkat neveljék és iskoláztassák, faji, nemzetiségi, vallási és kasztkülönbség nélkül.
Alighanem, Rehatsek lehetett az első európai, aki hindu módon máglyán égettette el holttestét.

## Művei
- Mumtaz Farahi:  Amusing Stories and Fortune and Misfortune [1871]. 2009. ISBN 1-120145147
- Ibn Ishāq: The Life of Muhammad, Apostle of Allah. Edited by Michael Edwardes. London 2003.
- Gulistan or Rose Garden of Sa'di. Ed. with a preface by W. G. Archer. New York 1966.
- The Beharistan (Abode of Spring): A Literal Translation from the Persian. 2010. ISBN 1-141590700